# 泽鹬

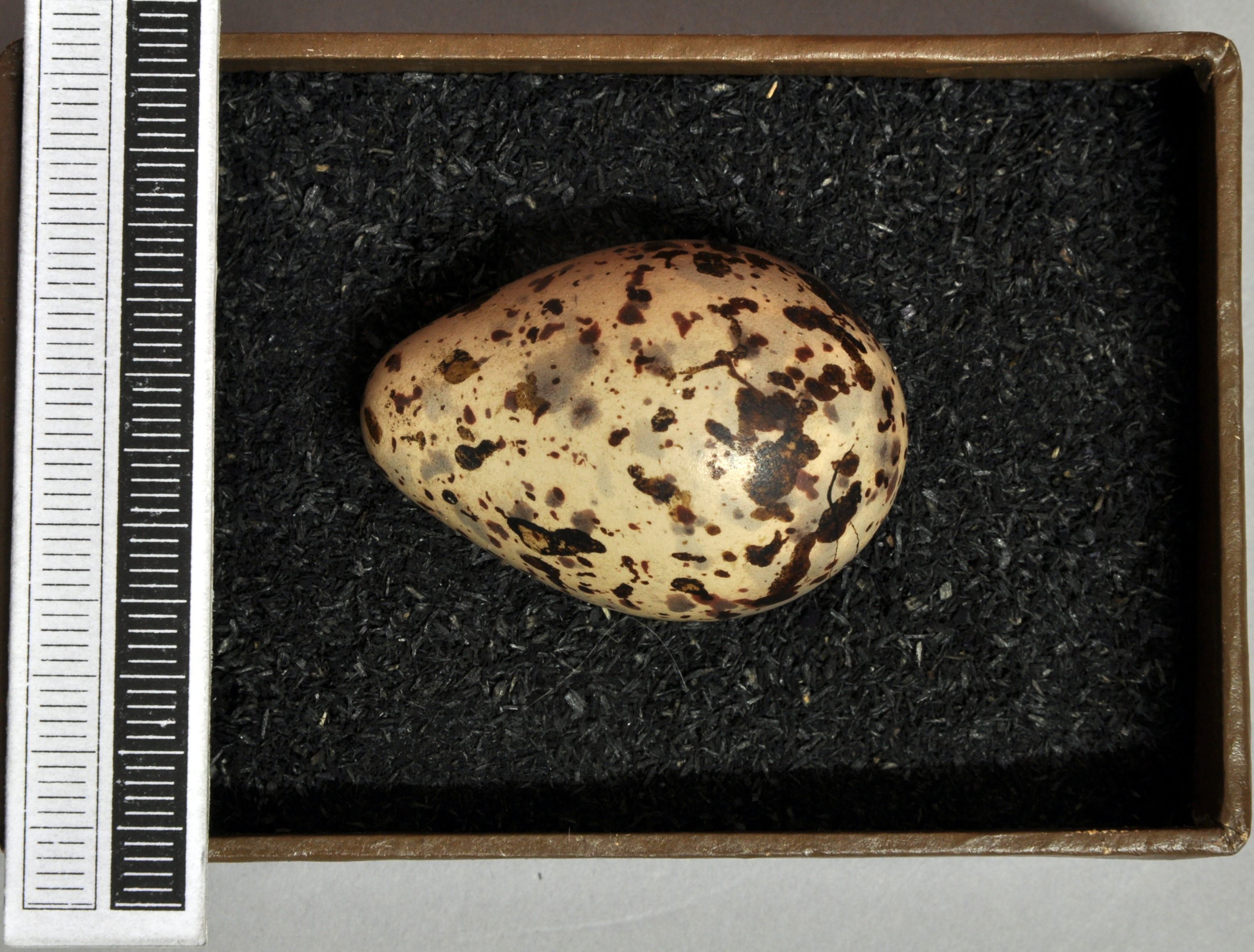
卵, 威斯巴登博物館

泽鹬（学名：Tringa stagnatilis）又名澤鷸，为鹬科鹬属的鸟类。是一種小型涉禽。它是一種相當小的鷸，在從東歐到俄羅斯遠東地區的開闊草原地帶和針葉林濕地中繁殖。在中国大陆，分布于内蒙古、东部沿海、西至甘肃、新疆等地。该物种的模式产地在德国。

## 分類
屬名Tringa是烏利塞·阿爾德羅萬迪於1599年根據古希臘語trungas賦予白腰草鷸的新拉丁語名稱，該名稱指的是亞里士多德提到的一種鶇大小的白臀、會點頭的涉水鳥。種小名stagnatilis來自拉丁語stagnum，意思是「沼澤」。

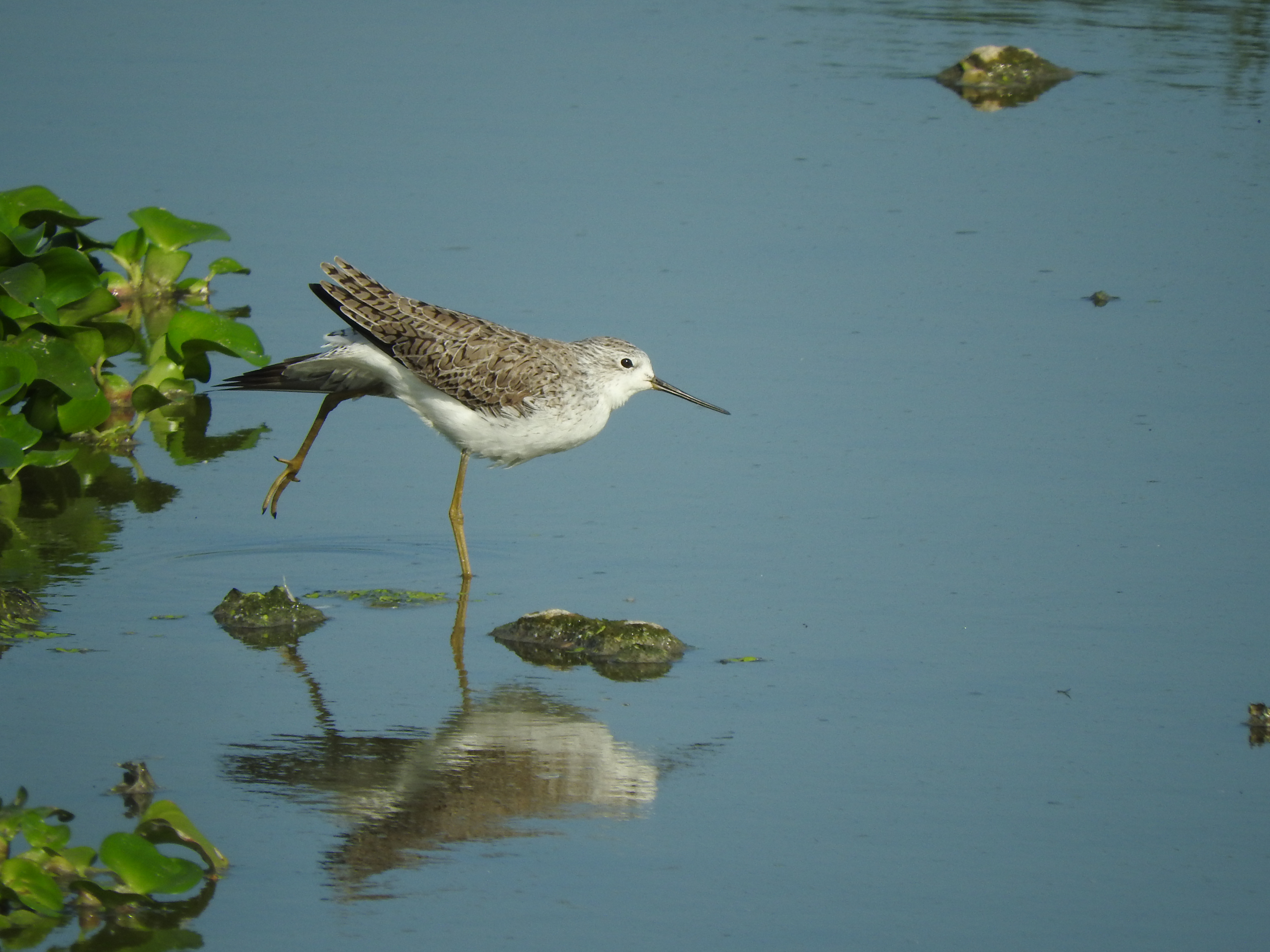
小青足鷸 帕利卡拉奈, 欽奈

## 描述
小青足鷸像一隻小巧而優雅的青足鷸，具有細長的喙和非常長的黃腿。與青足鷸一樣，它在繁殖期的羽毛為灰褐色，冬季則較為淡色，並且在飛行時背部會顯示出一個白色楔形。然而，它與赤足鷸和鷹斑鷸的關係更為密切。這些鳥類共同構成一個小型鷸的群體，牠們往往具有紅色或紅褐色的腿，在繁殖羽期，牠們的上半身通常是淡褐色，有些較深的斑駁，胸部和頸部有些模糊的小棕色斑點。身長為22—26 cm（8.7—10.2英寸），翼展為55—59 cm（22—23英寸），體重為45—120 g（1.6—4.2 oz）。

## 分佈
小青足鷸在古北界繁殖，是一種遷徙性鳥類，大多數鳥類在非洲和印度過冬，有些遷徙到東南亞和澳大利亞。牠們喜歡在淡水濕地如沼澤和湖泊上過冬，通常單獨或成小群出現。
小青足鷸在北美是稀有的迷鳥，大多數記錄出現在阿拉斯加和加利福尼亞州。加拿大首次記錄到的小青足鷸是2022年4月30日由詹姆斯·霍爾茲沃斯（James Holdsworth）在安大略省蘭布頓縣的西弗德發現的，吸引了來自安大略省和密歇根州，以及遠至德克薩斯州和華盛頓州的數千名觀鳥者。
小青足鷸是非歐亞遷移性水鳥協定（AEWA）適用的物種之一。